# بزرگ‌پنجه
بزرگ‌پنجه (نام علمی: Megalonyx) نام یک گونه از تیره بزرگ‌پنجگان است.